# Lars Lohmann
Lars Lohmann (født 5. februar 1947 i Fyllested ved Brenderup) er en dansk skuespiller, som blev uddannet fra Odense Teater i 1972. Han har haft roller på flere store teatre, herunder Gladsaxe Teater og Det ny Teater. I tv har han medvirket i Strisser på Samsø og har haft en hovedrolle i tv-julekalenderen Jul i Gammelby.
Han er bror til skuespillerinden Lise Lotte Lohmann.

## Filmografi

### Film
- Kassen stemmer – 1976
- Babettes gæstebud – 1987
- Springflod – 1990
- Roser & persille – 1993
- Det forsømte forår – 1993
- Ørnens øje – 1997
- Askepop - the movie – 2003

### Tv
- Jul i Gammelby - 1979
- Station 13 - 1988
- Dr. Dip - 1990
- Tango for tre - 1994
- Strisser på Samsø - 1997
- Alletiders julemand - 1997
- Hem till byn - 2006
- Absalons hemmelighed - 2006
- 1864 - 2014
- landsbyen -  afsnit 28 - 199?